# 张传玺
张传玺（1927年2月27日—2021年2月27日），中国历史学家，北京大学历史学系教授，致力于中国古代史研究。

## 生平
1927年2月出生，山东日照人。1947年7月至1951年1月先后就读于山东大学中文系、历史系。1951至1956年在青岛私立文德女子中学、青岛第七中学等校任教。1957年2月至1961年1月于北京大学历史学系攻读副博士，师从翦伯赞。1962年2月留校任教，1979年5月任副教授，1986年5月任教授，1993年8月退休。2021年2月27日在北京大学第三医院逝世，享年94岁。

## 成果
担任教育部中学历史教材审查委员会委员、全国普通高校招生统一考试学科命题委员会委员，全国各类成人高等学校统一招生考试大纲审定委员会副会长兼历史学科组组长。
在历史教学方面，编写了教材《中国古代史纲》《简明中国古代史》《中国历史文献简明教程》《中国古代史教学参考手册》《中国通史讲稿》《中国古代史教学参考地图集》等，主持编写中学教材《历史》（初中卷、高中卷）。
主要学术著作有《秦汉问题研究》《张传玺说“秦汉”》《从“协和万邦”到“海内一统”》《中国历代契约会编考释》《中国历代契约粹编》《契约史买地券研究》等。
著或编著有《翦伯赞传》《翦伯赞画传》《新史学家翦伯赞》《学习翦老 传承翦老》。